# Mètode científic
El mètode científic és un conjunt de tècniques utilitzades per investigar fenòmens, adquirir nous coneixements, o corregir i integrar coneixements previs. Per tal de poder-se qualificar de científic, un mètode d'investigació s'ha de basar en la recol·lecció d'evidència empírica, observable i mesurable, emprant els principis de raonament lògic. El Termcat defineix el mètode científic com aquell «procediment de recerca que es basa en processos lògics del pensament i que s'organitza per relacionar dades i generalitzacions, amb l'objectiu de proposar i contrastar explicacions d'esdeveniments perceptibles». Aquestes tècniques permeten reunir un cos de dades fruit de l'observació i l'experimentació, a partir de les quals es poden formular teories.
La principal característica que distingeix el mètode científic d'altres mètodes d'adquisició de coneixement és que els científics tracten de deixar que la realitat parli per si mateixa, i que recolzi una teoria quan se'n confirmen les prediccions i la desafii quan les seves prediccions resultin ser falses. Encara que els procediments varien d'un camp d'investigació a un altre, hi ha un seguit de característiques identificables que distingeixen la investigació científica d'altres mètodes d'obtenció de coneixement. Els investigadors científics proposen hipòtesis com explicacions dels fenòmens i dissenyen estudis experimentals per posar a prova aquestes hipòtesis a través de les prediccions que es poden derivar d'ells. Aquests passos han de ser repetibles per protegir de l'error o la confusió de qualsevol experimentador concret. Les teories que abasten amplis dominis de la investigació poden unir moltes hipòtesis derivades independentment en una estructura coherent i solidària. Les teories, al seu torn, poden ajudar a formular noves hipòtesis o situar grups d'hipòtesis en un context determinat.
La investigació científica té la intenció de ser tan objectiva com sigui possible per tal de minimitzar el biaix. Una altra expectativa bàsica és la documentació, l'arxivament i l'intercanvi de totes les dades recollides o produïdes i de les metodologies utilitzades perquè puguin estar disponibles per a l'estudi curós i els intents que altres científics facin per reproduir-les i verificar-les. Aquesta pràctica, coneguda com la divulgació completa, també significa que es poden fer mesures estadístiques de la seva fiabilitat.
Hi ha dos pilars bàsics del mètode científic:
- El primer és la reproductibilitat, és a dir, la capacitat de repetir un determinat experiment en qualsevol lloc i per qualsevol persona. De la mateixa manera donades unes determinades circumstàncies tothom pot observar, amb els mateixos instruments científics uns determinats fenòmens. L'observació es distingeix de l'experimentació en què mentre aquesta darrera es pot reproduir a voler, la primera es produeix sobre fenòmens espontanis. Aquest pilar es basa, essencialment, en la comunicació i publicitat dels resultats obtinguts.

- El segon pilar és la falsabilitat. És a dir, que tota proposició científica ha de ser susceptible de ser falsada. Això implica que es poden dissenyar experiments -o que es poden fer unes determinades observacions, per mitjà dels instruments científics adients, sempre que es donin unes condicions determinades- que en el cas de donar resultats diferents als predits negarien la hipòtesi posada a prova. La falsabilitat no és altra cosa que el modus tollendo tollens del mètode hipotètic deductiu experimental.

## Definició i presentació

### Significat i noció de mètode científic
El mètode científic fa referència a un aglomerat de regles bàsiques que guien el procés pel qual s'aconseguïx coneixements científics, bé quin siga el mitjà, és a dir, observació, experiència, raonament o càlcul teòric. Mitjançant la recerca, el mètode científic mira d'obtenir coneixement i desenvolupar amb més sofisticació les àrees científiques d'estudi.
El model contemporani triat és subjacent a la Revolució Científica. En efecte, l'element que regix el mètode científic contemporani és l'empirisme atès que s'ha consensuat que el racionalisme no pot tot sol resoldre un problema científic particular. Una fórmula de mètode racional no sempre es pot alinear amb una fórmula de mètode empíric perquè la segona presenta conclusions a partir de l'experiència mentre que la primera les presenta per demostracions abstractes. Això les torna incompatibles totes dues juntes. No debades, la pràctica científica actual accepta de forma general l'ús de les formulacions racionalistes per bé que no n'és el nucli bàsic.
Això és així perquè el mètode científic aspira a donar respostes veritables. El mètode científic procura ser una oposició a afirmacions de dogma polític o religiós, apel·lacions a la tradició, les creences comunes o al sentit comú vist que estan lligades al judici de valors i no constituïxen un resultat òptim per mirar d'apropar-se al fet real.
Tot al llarg de la història, el pensament científic ha desenvolupat diversos mètodes per obtenir coneixements científics. A la Grècia clàssica s'hi poden destacar els estoics, epicuris mentre que al segle xvi destaquen en Francis Bacon, Giambattista della Porta, Johannes Kepler i Galileo Galilei. El pensament científic aconseguïx desenvolupar-se amb independència dels mites mercès al racionalisme, el qual deriva en l'empirisme mercès a David Hume.
El mètode hipoteticodeductiu és el fonament del mètode científic contemporani. A partir de les idees de Francis Bacon es considerà que la ciència partia de l'observació de fets i que d'aquesta observació repetida de fenòmens comparables, es podien extreure per inducció, no pas per intuïció, les Lleis generals que governen els fenòmens naturals. Un mètode, no obstant, contestat per Karl Popper el qual proposa un mètode inductiu d'interpolació.
Bé com es presente, establir un mètode a les recerques científiques permet obtenir coneixements demostrables o, en tot cas, el mètode científic procura expressament que siguen demostrables i no subjectes als judicis de valors tal com podria presentar qualsevol dogma polític o religiós, entre d'altres.

### El procés i procediment d'investigació

#### El principi de falsabilitat

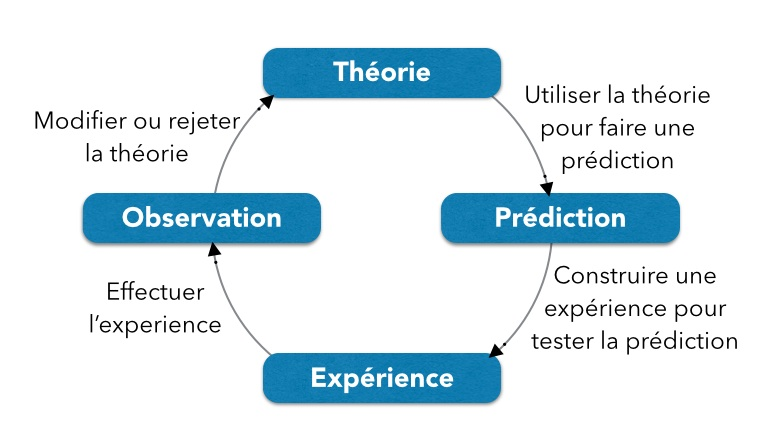
Esquema del mètode científic contemporani

El mètode científic contemporani procedix normalment a partir d'observacions d'anomalies o a partir d'exploracions de noves condicions experimentals, per exemple, emprant altres instruments de demostració. Això porta a realitzar experiències, les quals són repetides per validar-les, així com documentar-les i publicar-les amb posterioritat. Cadascuna de les publicacions científiques constituïx un constat elemental. Es parla llavors de mètode experimental i inici de descoberta científica.
Tota publicació científica és objecte de contrast de forma que investigadors posteriors poden repetir les mateixes experiències amb autonomia sota diverses variants instrumentals si cal per tal de constatar la verificabilitat de les conclusions publicades. No cal doncs un moment precís perquè les conclusions es validen mútuament. L'apreciació que puguen fer-ne diverses conclusions posteriors constituïxen un consens progressiu sobre la matèria investigada. El seguit de conclusions o constats elementals formen un cos que confirma les proves aportades sobre l'existència d'un fenomen.
Arrel del contrast escaient, poden formular-se diverses hipòtesis, les quals són altre cop sotmeses a experiència i mètode científic. El nou contrast derivat per part de noves conclusions i publicacions constituïx la base per a l'acceptació de la hipòtesi manifestada i, de retruc, esdevé una nova teoria consensuada.
Noves hipòtesis i observacions d'anomalies o exploracions poden qüestionar la teoria consensuada, bé per enriquir-la o bé per substituir-la en cas de demostrar-ne la seua no admissibilitat. Es parla llavors de cicle i qüestionament constant. És el principi de falsables. La teoria del procés d'investigació es basa doncs en els falsables obtinguts per experiment.

#### Elements del mètode científic

Aplicació dels elements del mètode científic de forma esquemàtica

L'observació és el procés pel qual hom visualitza un fenomen concret que posteriorment pot ser objecte d'experimentació amb les hipòtesis subjacents. L'observació permet constatar anomalies o paradoxes. Aquestes són l'origen de preguntes i interrogants amb què hom mira d'obtenir respostes. El mètode científic aplicat a l'experimentació de les hipòtesis derivades, dona conclusions per extreure'n coneixements científics.
La hipòtesi és una conjectura basada en el coneixement obtingut mentre es formula una pregunta, la qual pot explicar un comportament. La hipòtesi pot ésser molt específica, per exemple, el principi d'equivalència d'Einstein; o menys específic, per exemple, "espècies de vida desconegudes moren a les profunditats inexplorades dels oceans". El contrast d'hipòtesi produïx verificacions a la hipòtesi plantejada. És una conjectura que deriva en unes conclusions que són les qui proporcionen justament el cos per al contrast hipotètica o alternativa hipotètica, fins i tot la nul·litat hipotètica. Aquesta, al seu torn, no deixa de ser una conjectura que mira de refutar o accepta la hipòtesi plantejada. La seua existència parteix del principi de falsificable, és a dir, la necessitat de poder falsificar unes conclusions per donar-les per vàlides.
La predicció constituïx una conseqüència lògica que hauria de derivar-se hipotèticament de la hipòtesi plantejada. Una o més prediccions són seleccionades en paral·lel o conjuntament per tal de ser testades o falsificades. L'aplicació del falsificable hauria d'operar en la trobada d'una coincidència amb la predicció, és a dir, si aquesta és compleix, suma més punts per a la seua validesa. El contrast hipotètic permet donar més validesa o descartar-ne les conclusions sobre la base de la detecció de biaixos.
L'experiència posa a prova la validesa d'una hipòtesi i la seua predicció subjacent. Es tracta d'experimentar, és a dir, posar a la pràctica la hipòtesi per tal de mirar si la predicció es pot complir o no. És un procediment ordenat que es du a terme amb l'objectiu de verificar, refutar o establir la validesa d'una hipòtesi.
L'anàlisi s'extreu després de l'experiència. Separa la problemàtica en diversos components, els ordenam, etc, per tal d'efectuar-ne deduccions, extreure'n inferències, etc, utilitzant la raó en situacions abstractes. S'encarrega doncs de formular-ne les conclusions. Aquestes tornen a posar-se en qüestió amb el principi de falsable. Aquesta nova fase la presenta la rèplica que es basa en una repetició de l'experiència si cal amb nous instruments, etc, i per part d'una altra persona, aliena a la primera.

#### El procediment
En general, totes les disciplines científiques empíriques segueixen aquests passos per arribar a coneixements vàlids:
1. Observació: consisteix a observar els fenòmens que succeeixen a la natura. Aplicar atentament tots els sentits en un objecte o en un fenomen per tal d'estudiar-lo tal com es presenta a la realitat. Posteriorment caldrà quantificar aquests fets observables.A partir d'aquestes observacions podem detectar un fet que no es pot explicar amb les teories que coneixem, o algun succés que les contradiu.
2. Formulació d'hipòtesis: donar raons lògiques que justifiquin per què passen aquests fenòmens. Plantejament mitjançant l'observació seguint les normes establertes pel mètode científic. Una hipòtesi pot definir-se com una solució provisional a un problema donat.
3. Experimentació: mètode que consisteix en l'estudi d'un fenomen reproduït generalment en un laboratori. És la fase en què investiguem, recollim informació i pensem per veure si les hipòtesis són correctes. La hipòtesi es comprova o es rebutja observant les proves i totes les dades relacionades amb ella.
4. Extracció de conclusions: Per veure si la hipòtesi inicial es confirma o no. Si és certa passem al pas següent; si no, hem de tornar a la formulació.
5. Elaboració d'una teoria: Una teoria es defineix com un conjunt de conceptes, definicions i proposicions interconnectades, que en especificar les relacions de les variables, ofereixen una visió sistemàtica dels fenòmens amb el propòsit d'explicar-los.

### Noció de justificació i paradigma

#### Definició
La noció de justificació ens porta al verb justificar. Vol significar fer d'un raonament o afirmació raonada legítima, justa i, per tant, no condemnable. Dit altrament, es tracta de donar provar que alguna cosa és real, veritable. El justificant, en canvi, seria el suport sobre el qual es justifica. El mètode científic contemporani mira doncs de justificar-se mitjançant el model hipoteticodeductiu. Els resultats d'aquesta aplicació es posen per escrit en publicacions científiques que constituïxen el justificant.

#### El principi de paradigmes
La justificació mateixa ha estat problematitzada tot al llarg de la història. Hans Reichenbach, positivista lògic, distingix, 
- els mètodes que sorgixen pel procediment (justificació)
- els mètodes que sorgixen pel procés del descobriment mateix

És a dir, el mètode científic es constituïx per dues variables: el mètode amb què volem justificar-nos i el mètode amb què mirem de contrastar. El procediment és una manera de fer, ordenada i pensada mentre que el procés és la manera de descabdellar-se una acció. Això determina la validesa del resultat final. Els mètodes de procediments s'apliquen perquè són propis d'una mentalitat d'època. Això fa que els resultats puguen revelar-se d'una altra manera segons el context. És el que s'anomena paradigma.
Segons en Reichenbach, "no existeix una regla lògica per la qual es puga construir una "màquina de descobriments", encarregada de la funció creativa del geni". Això és així perquè el procediment depèn de l'ésser humà que el procés queda fora de l'abast del mateix humà. Per això, el filòsof en ciències Dominique Lecourt conclou que "no hi ha un mètode científic, si més no vist des d'una consideració abstracta que fixi un conjunt de regles universals, aplicables a l'activitat científica" (Mètode, 1999).
De totes totes, el mètode científic contemporani és doncs una forma més per tal d'obtenir un resultat. Forma que està totalment lligada al context d'època: expressat en paradigma. Per això, no es pot afirmar que puga existir un mètode científic que done justificacions irrefutables. D'ací que el mateix mètode científic contemporani permet les alternatives hipotètiques, així com els nous cicles de recerca sobre les mateixes teories.
De fet, molts cops, per mirar de no esbiaixar els resultats, es recorre als experiments a cegues. Experiments a cegues són experiments científics on algunes de les persones implicades no coneixen determinada informació atès que si les conegueren es podria portar a un biaix estadístic, inconscient o inconscient, fet que ratllaria els resultats obtinguts.

#### Mètodes segons el procediment
De forma succinta, els mètodes aconseguits per procediment giren al voltant de:
- la deducció
- Raonament inductiu
- Raonament abductiu

Els camps de l'epistemologia i la lògica són els qui miren d'explicar-los i analitzar-los. Són mètodes que poden contestar-se perquè els resultats diferixen bé per la consideració inicial o per l'estructura mateixa del mètode, bé pels resultats obtinguts. Els mètodes obtinguts per procediment estan estretament lligats a les matemàtiques i, per això, intervé la lògica vista com a disciplina.
- Mètode axiomàtic
  - Mètode crític
  - Mètode deductiu: partix d'un general per arribar a un per menut
- Mètode inductiu
  - Mètode de Mill
    - Mètode de les diferències
    - Mètode de les variacions concomitants
    - Mètode dels residus
    - Mètode negatiu de concordança
    - Mètode positiu de concordança
    - Mètode reunió de concordança i diferència

  - Mètode inductiu-deductiu d'Aristòtil
- Mètode del test
  - Mètode experimental
- Mètode per hipòtesi
  - Mètode hipoteticodeductiu
  - Model D-N d'explicació
  - Model deductiu d'explicació
  - Model I-S d'explicació
- Reproductibilitat
- Aproximació nomotètica
- Creació de models
- Mètode analític
- Abstracció
- Mides i grandàries

#### Mètodes segons el procés de descoberta
Els principals mètodes utilitzats dins el procés de descobriments són l'experimentació, l'observació, la modelització i hui dia la simulació digital, que trobaríem en diferents nivells entre les diverses ciències. Són mètodes irrefutables atès que donen els resultats que la natura mateixa ha volgut. En no haver-hi intervenció de l'home, hom no pot contestar-les perquè són els mateixos fenòmens naturals els qui es desenvolupen davant els nostres ulls.
- L'observació és l'acció de seguiment amb atenció als fenòmens, sense voluntat de modificar-los o alterar-los. A les ciències es recorre a l'observació principalment quan venen seguits de mètodes empírics. És el cas de l'astronomia o la física. S'observa el fenomen o l'objecte sense interferir-hi. Alguns ciències agafen l'observació mateixa com a paradigma d'explicació, tal com s'apreciaria a la física quàntica o la psicologia. A pesar de tot, l'astronomia és la disciplina científica que posa l'observació al centre seu.

Nota: Karl Popper sosté que l'observació mai pot ser l'etapa inicial de cap projecte que vulga construir coneixement. Caldria començar sempre a través de la hipòtesi.
- L'experiment és un altre instrument al servei de la descoberta. Provinent de la física, després estesa a la química, es troba actualment una mica a totes les ciències dites dures. Es tracta de posar en pràctica una hipòtesi plantejada.

- La modelització és la producció de models que s'obtenen a partir de les anàlisis que donen el resultats d'experiències contrastades repetidament. Permet visualitzar o reconstruir el fenomen problematitzat d'una manera teòrica, és a dir, abstracta.

- La simulació digital consisteix a reproduir amb l'ajuda de la informàtica uns models plantejats anteriorment. Posa per escrit uns resultats que no podrien veure's degut a diverses variables.

Dins el context de la descoberta, cal contemplar-hi igualment la intuïció o l'analogia.

#### El procediment d'anàlisi i síntesi
És sobre el resultat final obtingut a partir de l'aplicació del mètode científic que hom pot mirar d'analitzar un fenomen. L'anàlisi del fenomen fa intervenir mètodes de recerca i reflexió. Els dos principals mètodes científics, complementaris, són l'anàlisi reduccionista i la síntesi transdiciplinària sistèmica.
- L'anàlisi reduccionista consistix a desglossar els sistemes biològics en nivells d'organització i en unitats elementàries, com més xiques i simples millor, d'ací la designació de "reduccionisme". És un exemple el fet de descompondre el cos humà en òrgans, teixits, molècules, àtoms, partícules subatòmiques, etc. Això permet estudiar cada nivell de forma detallada a partir d'una disciplina més específica com ara la fisiologia, la genètica, etc. El tot permet comprendre l'estructura i el funcionament del fenomen tractat. És un mètode utilitzat a la majoria de laboratoris científics.

- La síntesi transdisciplinària sistèmica consistix a agrupar dades provinents de diverses disciplines i de diversos nivells d'anàlisis amb l'objectiu d'aconseguir-ne una síntesi per tot seguit esbossar models de funcionament (modelització). Permet tenir una comprensió global del sistema estudiat. És un mètode força utilitzat a les ciències humanes i socials.

#### La ideografia: mètodes específics
Dins els mètodes específics s'ha de considerar les disciplines que no poden procurar respostes a partir de l'experiència i les elaboren mitjançant el cartesianisme, és a dir, la racionalitat. Són doncs susceptibles de contestar-se o posar-se en dubte atès que constituïxen una forma només hi inclou mètodes de procediment. Són dits ideogràfics perquè constituïxen un cas a part. Pot posar-se com a exemple la Història.
En aquestes disciplines es fa servir ben sovint dos tipus de mètodes:
- mètode qualitatiu
- mètode quantitatiu

Són mètodes que poden ser complementaris o independents els uns dels altres.

### La qüestió de la unitat i la universalitat

#### La unitat
A les ciències humanes (etnologia, psicologia, històric, etc), el procediment experimental és gairebé impossible i això fa dependre aquestes ciències en justificatius de procediment. Són disciplines objecte de controvèrsia vist que no tothom les considera científiques.
Així, per exemple, la història és justificable en tant que ens diu que efectivament hi hagué una Guerra dels Trenta Anys. Ara bé, com que l'historiador no hi era, difícilment pot reproduir-la novament per tal d'emetre hipòtesis i, de l'experiència, treure'n conclusions. Les seues conclusions ixen doncs dels procediments. Per això mateix, les ciències humanes com socials poden veure's altament qüestionades.
El qüestionament deriva en dues actituds que es presenten tot seguit:
- L'emergència de les ciències humanes i socials a partir del final del segle xx i principi del segle xx ha conduït a posar en dubte el model contemporani que és vist com a reduccionista de la noció mateixa de ciència
- Michel Foucault pensa que caldria classificar les ciències humanes i socials dins un procediment racional d'estudi sense experimentació possible, de forma que qüestionaria tota voluntat de voler definir la ciència a partir del mètode científic hipoteticodeductiu

Se'n conclou que malgrat que el mètode científic mire de tenir una unitat, a la pràctica aquesta no existix i alguns disciplines poden veure's excloses de l'àrea de la ciència. Per això mateix s'ha acostumat a separar les ciències dites "dures" i les ciències dites "toves".

#### La universalitat
En no tenir unitat, el mètode científic aspira a tenir universalitat. Les conclusions finals de tota recerca científica miren de ser universals, és a dir, aplicables a totes els casos possibles. Tanmateix, per la mateixa raó que els justificables, és impossible donar com a fixa qualsevol conclusió. Per això, més que universalitat en les respostes, la ciència mira de tenir una universalitat en els procediments, és a dir, en el mètode. D'aquesta manera, tota disciplina que vulga utilitzat el mètode científic, haurà de tenir un procés únic i universal, que és el de l'experimentació.
- El procediment per experimentació passa obligatòriament per tres etapes,

1. una fase de pregunta plantejada
2. una fase de recerca en virtut a la pregunta plantejada
3. una fase de validació de la resposta trobada

La validació de les respostes també es voldria universal per limitar així els possibles biaixos. Es tracta de donar confirmacions directes, passades per l'experiència.
- El procediment de validació fa intervenir obligatòriament tres espais,

1. l'espai "real": s'identifica en física al món material que comporta "objectes" participants als esdeveniments que es volen descriure
2. l'espai teòric comporta les eines intel·lectuals forjades per respondre a les preguntes: teories, conceptes, etc
3. l'espai tècnic comporta dispositius experimentals, aparells per amidar, etc. Les mesures o la determinació d'indicadors de mesura formen part integrant del procediment

### Publicacions i comunitat
Ben sovint el mètode científic l'empra no només una persona, sinó vàries persones que cooperen directament o indirectament. És en aquesta cooperació que s'hi pot veure la comunitat científica. Vàries tècniques han estat desenvolupades per tal d'assegurar la integritat de la metodologia científic entre aquests ambients.

#### L'avaluació d'experts
El científic fa ús de diaris d'avaluació des d'on hi apunta cadascun dels per menuts que han acompanyat una investigació. Aquests diaris són sotmesos a altres científics que n'avaluen els procediments. Dins hi tindrem, a més del mètode, el treball mateix, així com les conclusions. En alguns diaris, s'hi troben referències mentre que d'altres, especialment els diaris que són extremadament especialitzats, contenen referències recomanades. Les referències i l'arbitratge es troben en el centre de la recomanació de la publicació del treball. La publicació passa normalment per un resum en revistes especialitzades que n'anuncien l'estructura i els punts claus amb l'objectiu de donar a conèixer el treball. Arrel d'això, altres científics poden procedir a hipòtesis alternatives amb les conclusions subjacents, la qual cosa permet contrastar el treball i avaluar-ne la fiabilitat.
Aquest estàndard s'aplica en diversos graus. Partix ben sovint d'una problemàtica nova, la qual fa desprendre tot un recorregut que es resumix tot seguit:
- Investigació d'un canvi de problemàtica teòrica o pràctica, en una àrea o àmbit científic determinat amb un nucli teòric consolidat
- Equip normalment finançat per una institució pública, una fundació privada o bé una empresa particular
- Es dirigix per algú reconegut com a expert en l'àmbit de dita investigació, bé un individu tot sol o bé un equip d'investigació
- Es fa un seguiment del mètode d'investigació meticulosament establert amb el diari a la mà
- Es publica els resultats en diverses revistes especialitzades a partir del diari que inclou les referències, proves i resultats, així com la conclusió i possible modelació
- S'incorporen i s'assumixen les conclusions en el tarannà de la comunitat científica de l'àmbit concernit tot incorporant-hi nous elements d'investigacions que n'amplien la problemàtica inicial de forma a generar més coneixement. Es parla de programa teòricament progressiu, és a dir, es torna a avaluar si cal per ampliar-ne els resultats, refutar-ne els errors, etc.
- El reconeixement d'un treball té per costum de convertir-se en dret a obtenir una patent que dura prop de 20 anys en cas de voler aplicar el coneixement en l'àmbit de la tecnologia

Aquesta pràctica és el que rep el nom de comunitat científica atès que és la mateixa comunitat que debat al voltant de treballs fets públics, els posa a prova, els torna a publicar, etc. La publicació posa a l'abast de la comunitat científica els coneixements i empeny alhora la seua avaluació.

#### Documentació i limitacions
Cadascuna de les publicacions fan objecte normalment del seu arxivament per tal que es puguen consultar posteriorment en vista d'un treball més aprofundit, d'una avaluació o d'una vista general del treball portat a terme en l'àmbit concernit. Per tant, l'arxivament permet compartir les dades, però, el treball que s'hi du a terme té les seues limitacions.
Les principals restriccions es troben en l'avaluació mateixa dels experts o en les condicions econòmiques de l'avaluació. Així doncs es mira de limitar els vicis sobre el treball. Es tracta, per exemple, de mirar de posar frens a qui voldria un rebuig alternativa d'hipòtesi per manca de recursos o per voler-se portar entre un equip que no es troben en el mateix àmbit concernit.
Alhora les revistes especialitzades que fan la divulgació dels treballs seguixen una ètica amb es voldrien limitar els vicis i fer de les revistes un vertader aparador. És el cas de revistes com ara Nature.

## Evolució de la noció de mètode científic
La història del mètode científic posa de manifest que el mètode científic ha estat objecte de debats d'intensos i recurrents tot al llarg de la història de la ciència. Molts filòsofs i científics eminents han argumentat en favor de la primacia d'un o d'un altre tipus d'enfocament per obtenir el coneixement científic. Malgrat els múltiples desacords sobre la primacia de l'enforcament, també hi ha hagut moltes tendències identificables i fets històrics durant els diversos mil·lennis de desenvolupament del mètode científic fins a les formes actuals.
Alguns dels debats més rellevants han estat el racionalisme, l'empirisme o l'inductivisme que començaren a sorgir mercès a la Revolució Científica aconseguida per Galileo Galilei i Isaac Newton, així com els seus seguidors, de manera a donar forma al mètode hipoteticodeductiu sorgit finalment cap als principis del segle XIX. Al tombant dels el segles xix i xx el debat es focalitzà en el realisme i l'antirealisme. Aquest fe entrar de manera prominent els arguments sobre l'existència d'unes regles universals en la ciència.
La filosofia reconeix nombrosos mètodes, entre els quals trobaríem el mètode per definició, demostració, dialèctic, transcendental, intuïtiu, fenomenològic, semiòtic, axiomàtic, inductiu. La filosofia de la ciència és la qui, en conjunt, establix de la millor manera els supòsits ontològics i metodològics de les ciències, tot apuntant a la seua evolució a la història de la ciència i als diferents paradigmes que s'hi desenvolupen.

### Edat antiga
Aristòtil (384 -322 aC) és el primer a reflexionar sobre l'elaboració d'un mètode científic. El filòsof grec proposà el mètode deductiu i en cap moment aplicà cap procediment experimental. El mètode científic de l'antiga Grècia és sobretot deductiu i racional. L'experiència només apareix a Europa i Occident amb el Renaixement i figures cabdals com ara Leonardo Da Vinci.
En lògica, el raonament deductiu partix d'una generalització per donar lloc a una particularitat. Partix d'unes premisses amb què es mira de desglossar la problemàtica. L'objectiu és treure'n alguna conclusió. Aristòtil posà per escrit el seu mètode científic a Primeres analítiques. Es tracta, al capdavall, d'una modalitat de raonament lògic. La noció proposada per Aristòtil no passa justament pels falsables. Per això, certament, donà igualment lloc a la inducció que és el procés contrari a la deducció, és a dir, la partença d'un per menut per donar quelcom de generalitzat.

### Edat mitjana
Ibn al-Hàytham (965-1039), llatinitzat Alhazen, fou un intel·lectual musulmà. És considerat el pare de l'òptica moderna i de la física experimental. Durant l'edat d'or de l'islam desenvolupà un mètode científic que rau en la introducció de l'experiment i la publicació dels resultats. La filosofia islàmica tingué la tendència a combinar la teoria i la pràctica, fet que la diferenciava notablement del món grec clàssic. La combinació de teoria i pràctica fou aplicada en mineralogia, astronomia o mecànica.
És mercès als copistes de l'Edat Mitjana que progressivament s'introduïxen els texts romans i grecs a l'Europa cristiana. Això contribuí igualment a un renaixement de les lletres. D'aquest renaixement es traduïren obres filosòfiques del món musulmà cabdals com les d'Ibn al-Hàytham. El món musulmà acabà exercint així doncs una influència notable en la ciència occidental.
El resultat ens porta cap a Roger Bacon (1214-1294), intel·lectual anglès, que reprengué els treballs de l'Ibn al-Hàssen per proposar un nou mètode científic, el qual ha contribuït a la seua reputació. Es tracta d'una reelaboració del mètode d'Ibn al-Hàytham:
1. observació del fenomen
2. formulació d'hipòtesis per elaborar-ne un model explicatiu
3. previsió de nous esdeveniments que responguen a la hipòtesi
4. experimentació per la seua verificació
5. conclusió

### Edat moderna i ruptura
És sobre la base de la Revolució Científica que apareix la primera trencadissa amb el món clàssic. Aquesta trencadissa permet construir la modernitat. La cara visible fou Galileo Galilei qui marcà la noció de mètode científic en rebutjar l'escolasticisme aristotèlic. Això permeté treure el mètode científic de la deducció i portar-ho a l'experiència, prop de l'empirisme. En efecte, malgrat les aportacions de Roger Bacon, a l'Edat Mitjana hi prevalia un mètode científic basat en els texts clàssics, és a dir, la deducció i la manca de pràctica.
Galilei és el primer que adopta una pràctica resoludament experimental. I, malgrat això, no fou pas el primer en fer-ho, però sí que fou el primer que adoptà l'experimentació de forma conscient i contraposada expressament a la tradició. El seu procediment, endemés, és seguit per altres filòsofs com ara Francis Bacon, René Descartes, David Hume o John Stuart Mill. Galileo Galilei detonà fins i tot una gran controvèrsia en concloure que la Terra girava al voltant del Sol. En conseqüència és ben probable que altres pensadors i intel·lectuals, no sempre discordants, mirassen d'aplicar el seu mètode i, de retruc, l'adoptaren definitivament. És en aquest punt que podem parlar de trencadissa.
Arrel d'aquesta ruptura el filòsof René Descartes introduí el racionalisme i, de retruc, el mètode racional. A Discurs del mètode exposa el seu mètode científic que rebutja l'experiència a través d'una reflexió lògica que consisteix a considerar que el coneixement és innat. L'escrit constituïx un fonament per a la ciència moderna i contemporània atès que separa per primera vegada els mites del pensament científic. A més a més, aporta un mètode racional, que no passa per la deducció aristotèlica, i malgrat no recorre a l'experiència, permet introduir el principi de verificabilitat o falsable tot i que no s'expressà en aquests termes.
En Johann Bayer (1572-1625) introduí l'observació al mètode cartesià de manera que es podria dir que amb la seua aportació, el mètode científic contemporani s'apropa progressivament a l'empirisme. En Bayer es donà a conèixer mercès a l'elaboració del primer atles que cobria l'esfera celeste sencera. A la cartografia hi proposa un resultat que ix d'observacions astronòmiques.
El pas definitiu per al mètode científic contemporani el presentà David Hume. L'empirisme és un corrent filosòfic que sorgí a les Illes Britàniques al segle xviii. S'oposa al racionalisme de Descartes en el nucli del pensament. Si, per a Descartes, el coneixement és per natura innat, per a David Hume, el coneixement és adquirit. Així, el mètode científic adopta la forma experimental per donar respostes i, això, fou possible a les diverses corrents que el definixen al segle xix.

### Corrents contemporànies
El convencionalisme és la doctrina que voldria separar les dades de la intuïció de les de les construccions intel·lectuals. La noció fou creada per H. Poincaré (1854-1912), i desenvolupada després per Pierre Duhem i Eduoard Le Roy. Troba l'origen en la separació kantiana entre intuïció i concepte. És sobre la base d'aquesta que el mètode científic adquirix separació entre procediment i procés.
A partir del convencionalisme, el Cercle de Viena proposà d'introduir, dins la lògica positivista, el principi de verificabilitat o falsable que havia de fer-se mitjançant l'experiència. És a dir, havent-ne separat el procediment i el procés, la teoria dels verificables accentua el punt en la falsabilitat del procediment.
Karl Popper (1902-1994) replantejà el mètode científic de dalt a baix criticant el verificacionisme, així com l'inductivisme. Des d'un punt de vista lògic, aquestes propostes no fan sentit i, per tant, etimològicament parlant no poden produir coneixement científic fiable. Segons en Karl Popper calia proposar enunciats refusables i no pas proposicions verificables. Així, amb Karl Popper el mètode científic posa accent en el procés atès que la teoria no pot verificar-se, sinó que caldria, més aviat, verificar o falsar mitjançant la pràctica o experiència.
A aquest corrent definitori, dit refutacionista, s'ha anat estenen tot un debat de tipus escèptic representat per Stephen Kellert, Helen Longino o Kenneth Waters. Miren de relativitzar el refutacionisme i, malgrat això, el relativisme mateix procedix indefugiblement a l'impàs, raó per la qual es considera però no constituïx la base del mètode científic actual.

## Crítica del mètode científic

### Anàlisi filosòfica
La filosofia de la ciència és una branca de l'epistemologia que intenta estudiar la validesa dels enunciats científics i provar si aquesta s'adequa a la realitat. Mira de definir alhora els límits pels quals definim el terme de ciència. L'existència d'una filosofia per a la ciència és el que permet fer evolucionar el mètode científic, sempre amb el mateix objectiu, el d'elaborar un procediment que aspiri a donar resultats veritables.
A la història, diversos filòsofs s'han preocupat per la ciència, proposant fins i tot mètodes alternatius. Fou el cas de René Descartes mercès al cartesianisme i altres autors dins el positivisme, l'empirisme o el falsicadorisme. La base més estesa de la crítica cap al mètode científic és que no dona resultats reals, sinó que són resultats esbiaixats per uns prejudicis de valors propis a la societat que emeté el mètode científic. Així, tal com notaria en Thomas Kuhn, la societat mateixa condiciona els mètodes científics o la noció de mètode científic.
Dins la filosofia de la ciència s'hi poden trobar treballs sobre l'observació com els que realitzaren Norwood Russel Hanson, Imre Lakatos i Thomas Kuhn. Aquests treballs han permès demostrar com els prejudicis de valors poden afectar l'observació i la descripció. La filosofia de la ciència reflexiona doncs sobre la validesa dels enunciats partint gairebé sempre de la premissa que un mètode donat pot no ser vàlida perquè es troba contaminat per uns paradigmes societaris.

### Postmodernisme i guerra de les ciències
El pensament postmodernista es definix a ell mateix com una crítica a la modernitat. La modernitat esdevé amb la Revolució Industrial. En introduir-se, també s'introduí un món cientifista que veia en l'aplicació de la tecnologia a la ciència una manera de porta l'home a un progrés constant, gairebé il·limitat. Després de les dues guerres mundials, aquest discurs del progrés fou altament contestat pel postmodernisme atès que derivà en destrosses.
Així doncs el postmodernisme té una mira particularment crítica cap al mètode científic i això es podria exemplificar en Paul Feyerabend. Partint d'una reflexió lògica i filosòfica, arguïx que el procés científic no és el resultat de l'aplicació del mètode. En essència, segons que posa de manifest a Against Method, tots els mètode proposats s'han pogut violar i, per això, el mètode científic no pot dir-se universal.
Per això mateix el corrent postmodernista critica que no es puga acceptar les anomenades ciències toves com a ciències. Tot partint del relativisme, pensen que les ciències dites toves també són capaces de donar coneixement malgrat no poder seguir fil per randa cadascun dels procediments que requerix el mètode científic contemporani. Vist des d'aquest punt de vista, el postmodernisme veu el mètode científic com un discurs i no el troba representatiu de cap veritat fonamental.

### Antropologia
En antropologia, Karin Knorr Cetina, ajudant-se de recerca de camp i acadèmica, elaborà en un estudi comparatiu que mostra com les pràctiques i raonaments epistèmics neixen de dues cultures epistèmiques i, per tant, contraposades. Contraient doncs que el mètode científic és únic i universal, la mirada antropologia del mètode científic intenta mostrar com no existix realment aquesta unitat sinó que, tot reprenent les crítiques del postmodernisme, existixen dues pràctiques epistemològiques segons hom considere o no un mètode científic vàlid i, per tant, segons es puga considerar o no que existixen ciències toves i/o dures. Comportamentalment parlant, la comunitat científica elabora dos discursos.

### El paper de l'atzar o accident en la descoberta
De tots els descobriments científics, entre el 33% i el 50% es podria dir que foren trobats per casualitat. Això aporta explicacions al per què de forma recurrent els científics diuen haver tingut sort. A Louis Pasteur s'hi associa la cèlebre frase: "la sort està en favor de la ment preparada".
S'ha estudiat dins el camp de la psicologia aquest fenomen que no fa altra cosa que trobar respostes als procediments i processos. La investigació demostra que als científics se'ls ensenya vàries heurístiques que tendixen a aprofitar l'oportunitat i els fets inesperats. Això és el que Nassim Nicholas Taleb anomena com a "antifragilitat". És a dir, mentre alguns sistemes d'investigació seguixen sent fràgils davant l'error humà, les preferències humanes i l'atzar, hom pot beneficiar-se per donar resultats concloents.
El psicòleg Kevin Dunbar diu que la cerca d'un descobriment comença tot sovint amb un parell d'investigacions derivades d'errors sorgits durant el procés. Aquests resultats inesperats, per tant, fallits, porten a noves investigacions que miren d'arreglar-los mitjançant un altre procediment. Arribats a cert punt, l'investigador pot decidir que l'error és massa persistent i sistemàtic perquè se'n concloga que és una coincidència. Llavors es dona com a vàlid però és precisament ací on rau l'atzar. Els resultats obtinguts de procediments altament controlats i curosos constituïxen realment l'escletxa amb què es pot mirar de trobar resultats alternatius. Són aquests els qui formen l'anomenat atzar.

## Correlació amb les matemàtiques
La ciència és el procés de collita, comparació i avaluació dels models proposats amb allò observable. Un model, per exemple, pot ser una simulació, una fórmula matemàtica o química, o una sèrie de passos proposats d'avantsala. La ciència és com les matemàtiques en tant que els seus investigadors poden diferenciar amb claredat allò que es coneix i allò que es desconeix a cada etapa de la descoberta. Els mètodes, sigui científics com ara matemàtics, necessiten ser internament consistents, així com han de ser-ho els refutables. A les matemàtiques, una afirmació no hauria de demostrar-se a la vegada; vist que en l'etapa mateixa una afirmació és considerada de conjectura. Tanmateix, quan l'afirmació concernent ha adquirit una demostració matemàtica, adquirix grau de fiabilitat, fet que la torna apreciada per matemàtics.
El treball matemàtic i científic s'influeixen mútuament. Per exemple, el concepte tècnic de temps sorgí de la ciència i la intemporalitat és un distintiu de les matemàtiques. La conjectura de Poincaré, però, ha estat demostrada fent ús del temps com a concepte matemàtic sobre el que els objectes tenen influència (Programa de Hamilton).
Així i tot, la connexió entre les matemàtiques i la realitat (com la ciència mateixa) segueix entre clarobscurs. El treball d'Eugene Wigner, The Unreasonable Effeftiveness of Mathematics in the Natural Sciences, és un conegut apropament al problema dels clarobscurs atès que observadors, tal com en Gregory Chaitin o en George Lakoff, sostenen que les matemàtiques són el resultat de les limitacions humanes, incloses les culturals, amb les inclinacions del practicant, donant d'aquesta manera una crítica a qui veu connexió entre matemàtiques i ciència; punt de vista que s'acostaria i força a la visió postmodernista.
El treball de George Pólya sobre la resolució de problemes, la construcció de proves matemàtiques i l'heurística posa de manifest com el mètode matemàtic i el científic diferixen en alguns per menuts.
| Mètode matemàtic         | Mètode científic                             |
| ------------------------ | -------------------------------------------- |
| Comprensió               | Caracterització per experiència i observació |
| Anàlisi                  | Desenvolupament d'hipòtesis                  |
| Síntesi                  | Predicció científica                         |
| Revisió - Generalització | Experimentació                               |

Segons que pensa Pólya, entendre inclou reformular les definicions que es presenten com a poc familiars amb paraules pròpies, tot recorrent a figures geomètriques i, alhora, posant en dubte allò que se sap i allò que encara no se sap; anàlisi, que el mateix Pólya pren de Pappus d'Alexandria, incloent-hi la construcció lliure i heurística d'arguments plausibles, amb un treball cap enrere des de l'objecte, i amb divisió d'un pla amb què es construeix la prova; síntesi, que és l'exposició estrictament euclida dels per menuts de les proves sobre pas a pas; revisió, que inclou la reconsideració i la reexaminació del resultat i del camí que ens hi ha portat.
Parla d'heurística és parlar de lògica i, la lògica, és consubstancial a les matemàtiques perquè el seu mètode deu i força a la lògica. Per això, es pot cloure que la lògica i la matemàtica són essencials per a totes les ciències degut a la seua capacitat d'inferir amb seguretat unes veritats a partir d'altres ja establertes. És allò que porta a parlar de ciències exactes. El mètode científic és doncs hereu o en qualsevol cas aplica bona part de la lògica del mètode matemàtic.